# Brach (Gironde)
Pour les articles homonymes, voir Brach.
Brach (prononcé [bʁaʃ ]) est une commune du Sud-Ouest de la France, située dans le département de la Gironde région Nouvelle-Aquitaine.
Ses habitants sont appelés les Brachois.

## Géographie

### Localisation
Commune de l'aire d'attraction de Bordeaux située dans le Médoc. Brach est une commune carrefour à environ 20 km à l'est de l'océan Atlantique.

### Communes limitrophes
Les communes limitrophes sont  Carcans, Lacanau, Listrac-Médoc et Sainte-Hélène.
|         | Carcans       |               |
| Lacanau | Brach         | Listrac-Médoc |
|         | Sainte-Hélène |               |

### Climat
Pour des articles plus généraux, voir Climat de la Nouvelle-Aquitaine et Climat de la Gironde.
Historiquement, la commune est exposée à un climat océanique aquitain.  
En 2020, Météo-France publie une typologie des climats de la France métropolitaine dans laquelle la commune est exposée à un climat océanique et est dans la région climatique  Littoral charentais et aquitain, caractérisée par une pluviométrie élevée en automne et en hiver, un bon ensoleillement, des hiver doux (6,5 °C), soumis à la brise de mer.
Pour la période 1971-2000, la température annuelle moyenne est de 12,9 °C, avec une amplitude thermique annuelle de 14,2 °C. Le cumul annuel moyen de précipitations est de 957 mm, avec 12,3 jours de précipitations en janvier et 7,1 jours en juillet. Pour la période 1991-2020, la température moyenne annuelle observée sur la station météorologique la plus proche, située sur la commune de Salaunes à 14 km à vol d'oiseau, est de 13,3 °C et le cumul annuel moyen de précipitations est de 1 007,0 mm,. Pour l'avenir, les paramètres climatiques de la commune estimés pour 2050 selon différents scénarios d’émission de gaz à effet de serre sont consultables sur un site dédié publié par Météo-France en novembre 2022.

## Urbanisme

### Typologie
Au 1er janvier 2024, Brach est catégorisée commune rurale à habitat dispersé, selon la nouvelle grille communale de densité à sept niveaux définie par l'Insee en 2022.
Elle est située hors unité urbaine. Par ailleurs la commune fait partie de l'aire d'attraction de Bordeaux, dont elle est une commune de la couronne,. Cette aire, qui regroupe 275 communes, est catégorisée dans les aires de 700 000 habitants ou plus (hors Paris),.

### Risques majeurs
Le territoire de la commune de Brach est vulnérable à différents aléas naturels : météorologiques (tempête, orage, neige, grand froid, canicule ou sécheresse), inondations, feux de forêts et séisme (sismicité très faible). Un site publié par le BRGM permet d'évaluer simplement et rapidement les risques d'un bien localisé soit par son adresse soit par le numéro de sa parcelle.
La commune a été reconnue en état de catastrophe naturelle au titre des dommages causés par les inondations et coulées de boue survenues en 1982, 1999 et 2009,.
Brach est exposée au risque de feu de forêt. Depuis le 20 avril 2016, les départements de la Gironde, des Landes et de Lot-et-Garonne disposent d’un règlement interdépartemental de protection de la forêt contre les incendies. Ce règlement vise à mieux prévenir les incendies de forêt, à faciliter les interventions des services et à limiter les conséquences, que ce soit par le débroussaillement, la limitation de l’apport du feu ou la réglementation des activités en forêt. Il définit en particulier cinq niveaux de vigilance croissants auxquels sont associés différentes mesures,.

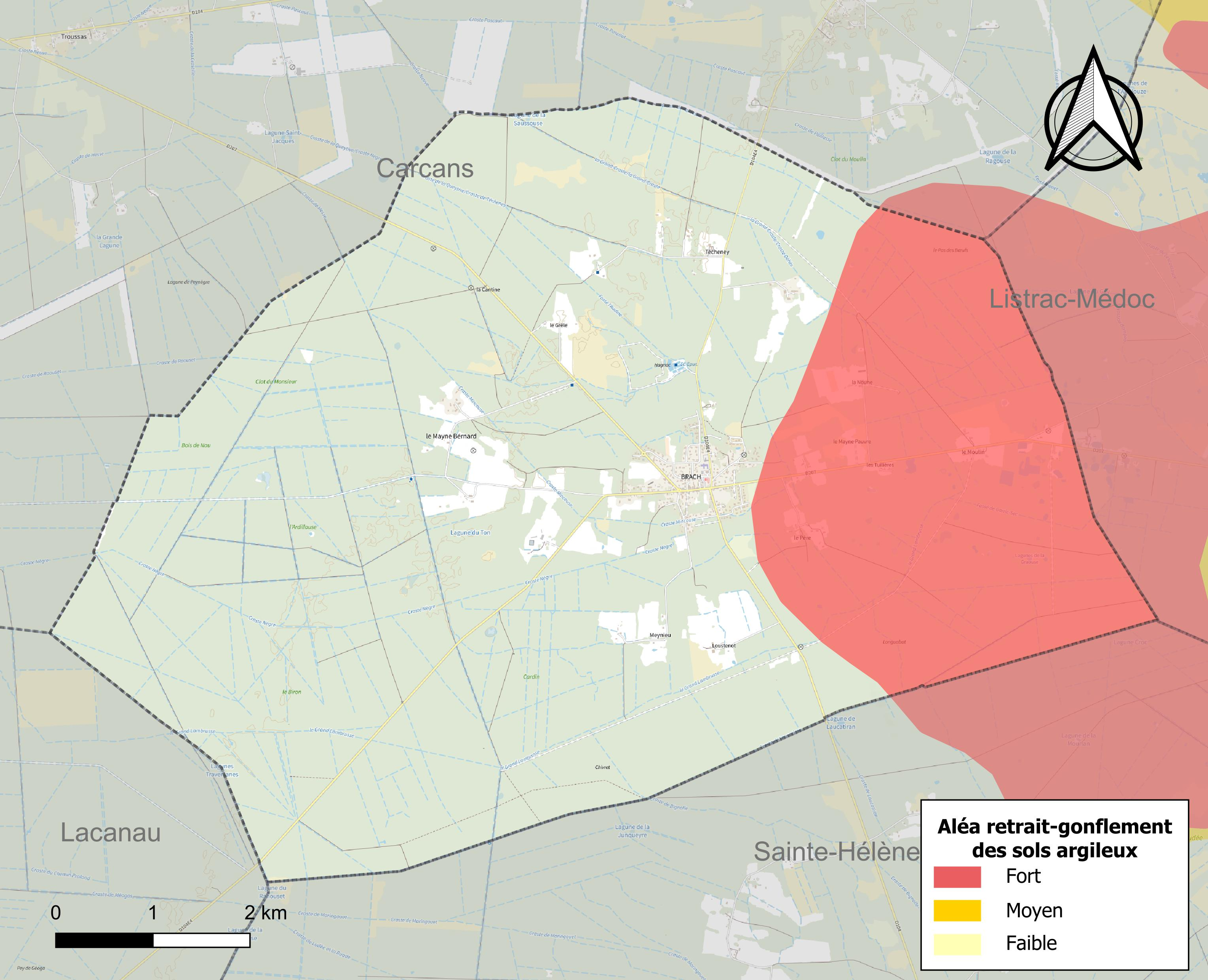
Carte des zones d'aléa retrait-gonflement des sols argileux de Brach.

Le retrait-gonflement des sols argileux est susceptible d'engendrer des dommages importants aux bâtiments en cas d’alternance de périodes de sécheresse et de pluie. 22,4 % de la superficie communale est en aléa moyen ou fort (67,4 % au niveau départemental et 48,5 % au niveau national). Sur les 243 bâtiments dénombrés sur la commune en 2019,  19 sont en aléa moyen ou fort, soit 8 %, à comparer aux 84 % au niveau départemental et 54 % au niveau national. Une cartographie de l'exposition du territoire national au retrait gonflement des sols argileux est disponible sur le site du BRGM,.
Par ailleurs, afin de mieux appréhender le risque d’affaissement de terrain, l'inventaire national des cavités souterraines permet de localiser celles situées sur la commune.
Concernant les mouvements de terrains, la commune a été reconnue en état de catastrophe naturelle au titre des dommages causés par des mouvements de terrain en 1999.

## Histoire
La paroisse dépend d’abord de Listrac-Médoc avant d’être rattachée à Brach au XVIIIe siècle et placée sous le patronage de saint Sébastien.
- L’église Saint-Sébastien de Brach est construite et inaugurée au XIXe siècle. Elle est édifiée en 1868 par Pierre Auguste Labbé, architecte diocésain et président de la Société des architectes de Bordeaux[23]. Elle est pourvue, à l’intérieur, d’une grande nef centrale, de deux allées et de trois autels, ainsi que de trois statues classées.
- la mairie occupe l’ancien presbytère en pierre ; la bibliothèque municipale est installée dans une ancienne sacristie.

### Héraldique
| Blason de {{{commune}}} | Blason  | De gueules à la fasce d'or chargée d'une plante de bruyère de sept pièces de sinople fleuries de pourpre sur une terrasse isolée aussi de sinople, accompagnée en chef de deux pots de résine d'argent dégoulinant de gemme du même et en pointe d'un mouton aussi d'argent, la tête de face. |
| Blason de {{{commune}}} | Détails | Le statut officiel du blason reste à déterminer. |

## Politique et administration
| Période                                  | Période  | Identité      | Étiquette | Qualité          |
| ---------------------------------------- | -------- | ------------- | --------- | ---------------- |
| mars 2001                                | En cours | Didier Phœnix |           | Agent d'affaires |
| Les données manquantes sont à compléter. |          |               |           |                  |

## Démographie

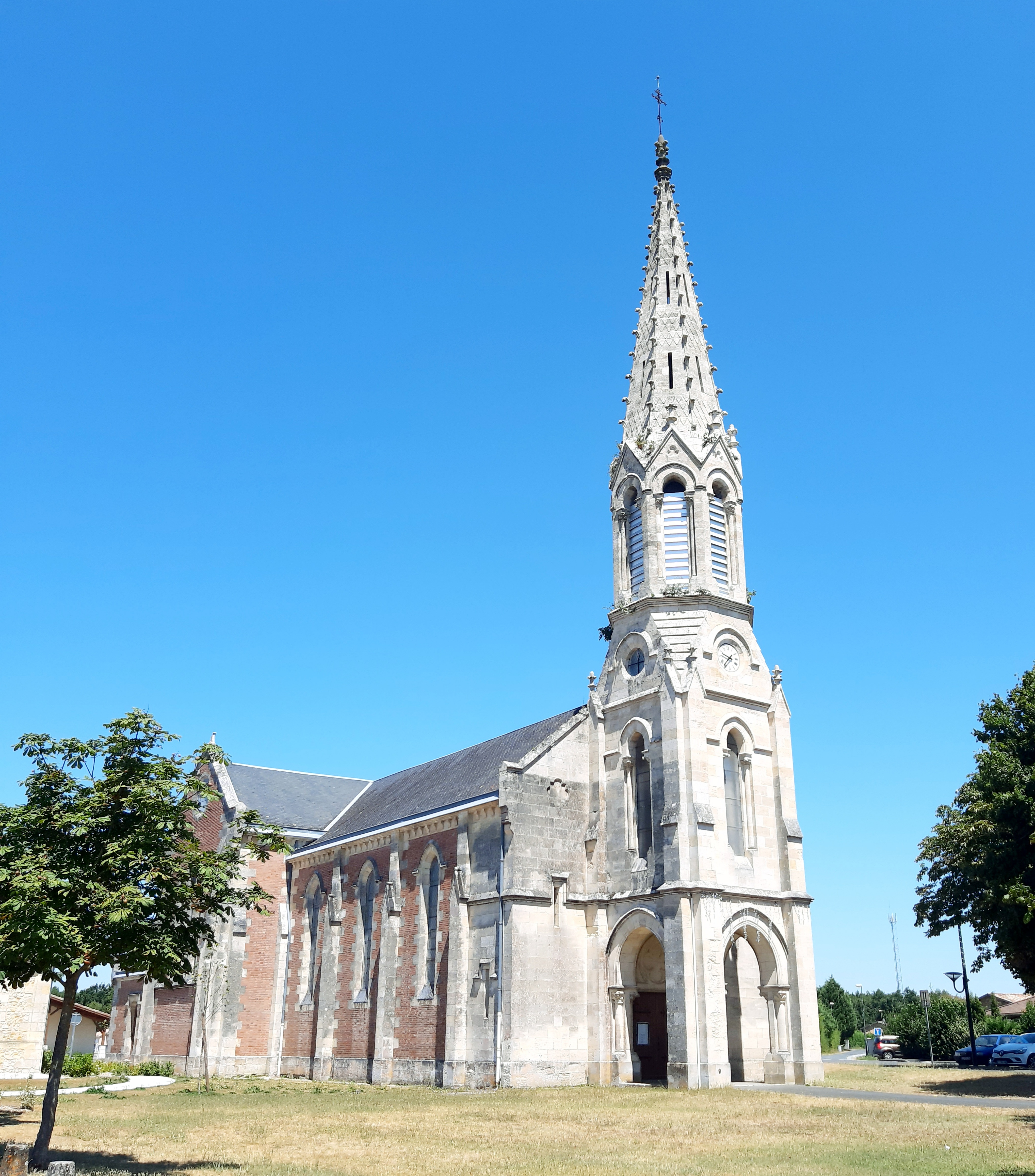
Église Saint-Sébastien

L'évolution du nombre d'habitants est connue à travers les recensements de la population effectués dans la commune depuis 1793. Pour les communes de moins de 10 000 habitants, une enquête de recensement portant sur toute la population est réalisée tous les cinq ans, les populations de référence des années intermédiaires étant quant à elles estimées par interpolation ou extrapolation. Pour la commune, le premier recensement exhaustif entrant dans le cadre du nouveau dispositif a été réalisé en 2006.

En 2022, la commune comptait 881 habitants, en évolution de +40,29 % par rapport à 2016 (Gironde : +6,91 %, France hors Mayotte : +2,11 %).
| 1793 | 1800 | 1806 | 1821 | 1831 | 1836 | 1841 | 1846 | 1851 |
| ---- | ---- | ---- | ---- | ---- | ---- | ---- | ---- | ---- |
| 218  | 210  | 212  | 259  | 262  | 250  | 226  | 210  | 238  |

| 1856 | 1861 | 1866 | 1872 | 1876 | 1881 | 1886 | 1891 | 1896 |
| ---- | ---- | ---- | ---- | ---- | ---- | ---- | ---- | ---- |
| 252  | 256  | 248  | 230  | 231  | 244  | 245  | 233  | 242  |

| 1901 | 1906 | 1911 | 1921 | 1926 | 1931 | 1936 | 1946 | 1954 |
| ---- | ---- | ---- | ---- | ---- | ---- | ---- | ---- | ---- |
| 222  | 234  | 215  | 219  | 257  | 202  | 199  | 169  | 204  |

| 1962 | 1968 | 1975 | 1982 | 1990 | 1999 | 2006 | 2011 | 2016 |
| ---- | ---- | ---- | ---- | ---- | ---- | ---- | ---- | ---- |
| 155  | 187  | 162  | 161  | 188  | 235  | 326  | 539  | 628  |

| 2021 | 2022 | - | - | - | - | - | - | - |
| ---- | ---- | - | - | - | - | - | - | - |
| 849  | 881  | - | - | - | - | - | - | - |

## Lieux et monuments
- Église Saint-Sébastien de Brach

## Activités
- Terrain multisports de Brach
- Parcours de santé de Brach
- Cache-cache en Médoc à Brach : jeu de piste gratuit à faire en autonomie et en famille.